# Rowohlt
Rowohlt är ett bokförlag i Reinbek och Berlin i Tyskland. Förlaget grundades 1908 i Leipzig av Ernst Rowohlt. Till mer kända tidiga utgåvor hör diktboken Kater-Poesie (1909) av tyske författaren av fantastik, Paul Scheerbart. Några år därefter förvärvade förlaget rättigheterna till verk av författare som Johannes R. Becher, Max Brod, Georg Heym och Franz Kafka. Dessutom utgav Rowohlt Hans Falladas debutroman 1920, och många fler senare av denne författare. I oktober 1922 dömdes förläggaren Ernst Rowohlt till böter för hädelse tillsammans med författaren Carl Einstein efter utgivandet av dennes drama Die schlimme Botschaft. Andra betydande, senare avantgardistiska författare har varit Gerhard Rühm, Oswald Wiener och Rolf Dieter Brinkmann.
Rowohlt hör sedan 1982 till Verlagsgruppe Georg von Holtzbrinck.